# Турсбю (аеропорт)
Аеропорт Турсбю (IATA: TYF, ICAO: ESST) (швед. Torsby flygplats) — регіональний аеропорт у північній частині Вермланда, розташований приблизно за 1,5 км на північ від Турсбю.

## Історія
Аеропорт був побудований у 1950-х роках компанією «Torsby Flygklubb» і тоді мав лише трав’яну злітно-посадкову смугу, в 1960-х роках злітно-посадкову смугу спочатку забезпечили освітленням, а згодом також заасфальтували рульову доріжку. 
У 2004-2005 роках аеропорт зазнав масштабної реконструкції, серед іншого, повністю реконструйовану рульову доріжку, а також побудували новий перон і нові будівлі термінала на західній стороні рульової доріжки. 
.
Перший авіарейс між Турсбю-Гагфорс-Арланда відбувся в 1993 році. 

## Авіалінії та напрямки
| Авіакомпанія | Пункт призначення               |
| ------------ | ------------------------------- |
| Amapola Flyg | Стокгольм-Арланда через Гагфорс |

## Пасажирообіг
Див. джерело запитів Вікіданих та джерела.